# Peter Robertson (hockey sur glace)
Pour les articles homonymes, voir Peter Robertson et Robertson.
Peter Robertson (né le 17 août 1973 à Rothesay, dans la province du Nouveau-Brunswick au Canada) est un joueur professionnel canadien de hockey sur glace.

## Statistiques
| Saison    | Équipe                  | Ligue |    | Saison régulière | Saison régulière | Saison régulière | Saison régulière | Saison régulière |   | Séries éliminatoires | Séries éliminatoires | Séries éliminatoires | Séries éliminatoires | Séries éliminatoires |
| Saison    | Équipe                  | Ligue | PJ | B                | A                | Pts              | Pun              | PJ               | B | A                    | Pts                  | Pun                  |                      |                      |
| 1999-2000 | Whoopee de Macon        | LCH   | 70 | 8                | 11               | 19               | 56               | 4                | 0 | 1                    | 1                    | 0                    |                      |                      |
| 2000-2001 | Blazers d'Oklahoma City | LCH   | 67 | 7                | 30               | 37               | 45               | 13               | 5 | 2                    | 7                    | 22                   |                      |                      |
| 2001-2002 | Blazers d'Oklahoma City | LCH   | 64 | 16               | 31               | 47               | 57               | 4                | 0 | 2                    | 2                    | 2                    |                      |                      |
| 2002-2003 | Blazers d'Oklahoma City | LCH   | 63 | 10               | 28               | 38               | 42               | 5                | 1 | 1                    | 2                    | 4                    |                      |                      |
| 2003-2004 | Blazers d'Oklahoma City | LCH   | 61 | 11               | 19               | 30               | 45               | -                | - | -                    | -                    | -                    |                      |                      |
| 2004-2005 | Tarantulas de Topeka    | LCH   | 34 | 3                | 10               | 13               | 22               | -                | - | -                    | -                    | -                    |                      |                      |
| 2004-2005 | RiverKings de Memphis   | LCH   | 23 | 4                | 12               | 16               | 16               | -                | - | -                    | -                    | -                    |                      |                      |
| 2005-2006 | Riverkings de Memphis   | LCH   | 64 | 7                | 44               | 51               | 54               | -                | - | -                    | -                    | -                    |                      |                      |
| 2006-2007 | Blazers d'Oklahoma City | LCH   | 63 | 9                | 23               | 32               | 41               | 14               | 1 | 8                    | 9                    | 6                    |                      |                      |
| 2007-2008 | Blazers d'Oklahoma City | LCH   | 64 | 10               | 30               | 40               | 30               | -                | - | -                    | -                    | -                    |                      |                      |